# Santa Evita

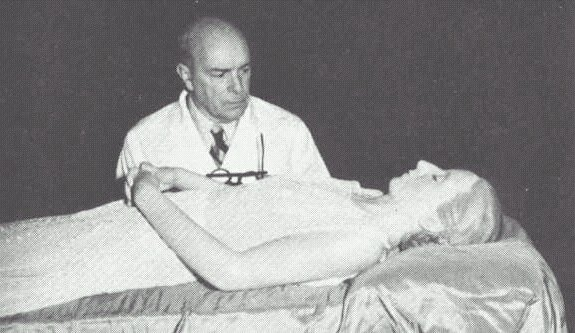
Eva Duarte (Evita). Su cadáver momificado, con el Dr. Pedro Ara

Santa Evita es una novela de 1995 publicada por el escritor argentino Tomás Eloy Martínez. Consiste en una mezcla de hechos reales y ficción enfocados en la vida de la primera dama Argentina Eva Perón, siguiendo de su muerte a los 33 años y el posterior destino de su cadáver embalsamado. El libro se convirtió en un best seller en Argentina y ha sido traducido a múltiples idiomas. Hacia fines de 2007,  ya se habían vendido más de 10 millones de ejemplares en todo el mundo, lo cual hace que sea uno de los mayores best sellers de todos los tiempos.

## Recepción
Para Mario Vargas Llosa, Santa Evita es una "novela maestra". "Como todo puede ser novela, Santa Evita lo es también, pero siendo, al mismo tiempo, una biografía, un mural sociopolítico, un reportaje, un documento histórico, una fantasía histérica, una carcajada surrealista y un radioteatro tierno y conmovedor. Tiene la ambición deicida que impulsa los grandes proyectos narrativos, y hay en ella, debajo de los alardes imaginativos y arrebatos líricos, un trabajo de hormiga, una pesquisa llevada a cabo con tenacidad de sabueso y una destreza consumada para disponer el riquísimo material en una estructura novelesca que aproveche hasta sus últimos jugos las posibilidades de la anécdota".
Según Carlos Fuentes, se trata de "una alucinante novela gótica, perversa historia de amor, impresionante cuento de terror, alucinante, perversa, impresionante historia nacional à rebours, Santa Evita es todo eso y algo más".
La primera edición de la novela y otras van acompañadas de un blurb de Gabriel García Márquez en la portada: "Aquí está, por fin, el libro que yo quería leer".
Por su parte, Michiko Kakutani, del periódico The New York Times, escribió que desde el punto de vista de la historia real de la vida de Eva Perón, la novela parece perfectamente adecuada para la "marca de ficción alucinatoria" que utiliza el autor, y agrega que "es una pena que la novela no sea mejor. Aunque la narrativa del Sr. Martínez se encuentra animada por algunas jugadas bien planeadas, mágicas y muy perversas, y pese a que posee momentos que realmente iluminan la intersección extraña de la historia, el chisme y la leyenda, la novela en su conjunto se siente pesada y atada a la tierra. Al final, no se le da al lector un sentido visceral de la vida de Evita, ni una comprensión de la poderosa influencia que ha ejercido ella sobre la imaginación del país".
Otras opiniones 
- “La mejor novela que llega desde América latina desde Cien años de soledad”. Alberto Manguel

- “Esta es una de las novelas más ricas que se hayan escrito sobre el deseo, a la vez que la confesión de un escritor sobre cómo sucumbió al hechizo de Evita”: The Washington Post.
- “Con este libro, Tomás Eloy Martínez confirma su sitio entre los mejores escritores de América latina”: The New York Times.
- “Por su estructura, por su técnica, por la originalidad de su tema, ésta es una de las más grandes obras que se hayan escrito en América latina en los años recientes”: Times Literary Supplement.

## Adaptación
El 14 de diciembre de 2017 se anunció una adaptación de la novela por las cadenas FOX Networks Group Latin America y Movistar+ España. Al respecto, el jefe de operaciones de la primera, Edgar Spielmann, afirmó que la alianza "es el resultado de la mirada convergente de ambas empresas en relación a la trascendencia que el contenido de calidad tiene en la industria del entretenimiento y los medios hoy en día."